# Xinhua, Huangshan
Xinhua är en socken i östra Kina. Den ligger i stadsdistriktet Huangshan i staden Huangshan i provinsen Anhui, omkring 170 kilometer sydost om provinshuvudstaden Hefei. Antalet invånare är 4 619. Befolkningen består av 2 170 kvinnor och 2 449 män. Barn under 15 år utgör 13,0 %, vuxna 15-64 år 71 %, och äldre över 65 år 15,0 %.